# Eunice orensanzi
Eunice orensanzi är en ringmaskart som beskrevs av Léon-González 1991. Eunice orensanzi ingår i släktet Eunice och familjen Eunicidae. Inga underarter finns listade i Catalogue of Life.